# Afzinken

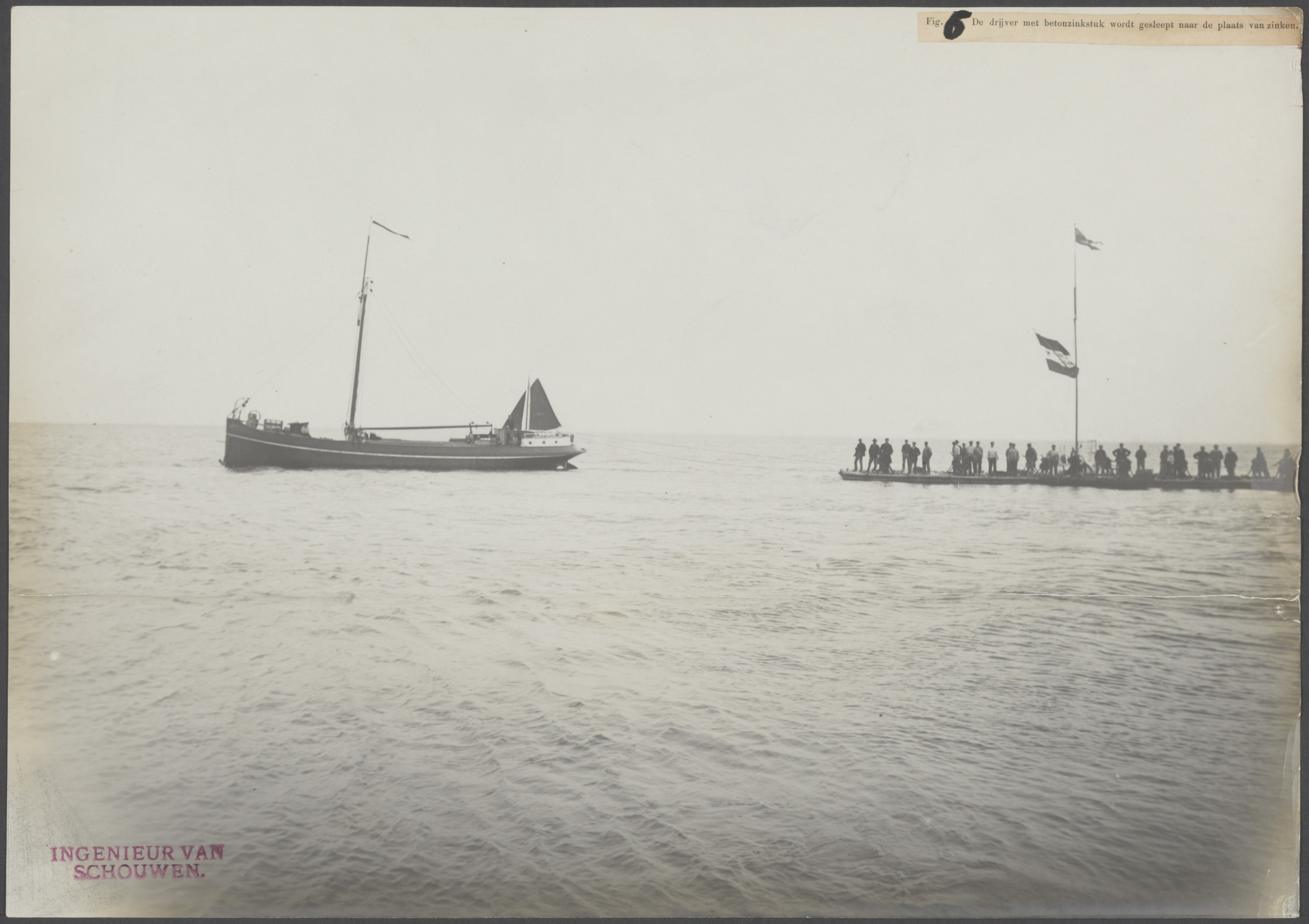
Een drijver met betonzinkstuk wordt gesleept naar de plaats van het afzinken. Nederland, 1904

Afzinken is het geheel of gedeeltelijk onder water brengen van een constructie of materiaal op een welgekozen plaats. Sommige constructies worden zo gebouwd, dat ze na het afzinken weer makkelijk op te halen zijn.
De welgekozen plaats maakt het verschil tussen afzinken en onbedoeld zinken of tot zinken brengen door schipbreuk, vandalisme, oorlog of andere vormen van geweld. Afzinken is ook af te bakenen van storten, een term die voor los materiaal gebruikt wordt, het zogenaamde stortgoed. De term afzinken veronderstelt verder dat er moeite voor gedaan wordt.
Tot de redenen om iets af te zinken behoren:
- het afvoeren van ongewenste zaken
- het boven water bouwen van constructies die onder water geplaatst moeten worden
- een gewenste wisselwerking tussen de constructie en het water of de bodem.
- versperring

## Wat?
De meest uiteenlopende zaken worden afgezonken: afzinkbare tunnels, funderingsmatten (van wilgenteen, metaal of kunststof), schepen, caissons, pontons, platformen, transportleidingen, communicatiekabels, kernafval en ander afval en nog veel meer.

## Waarom?
Er zijn veel redenen om af te zinken, waaronder:

### Ongewenste zaken afvoeren
Sinds mensenheugenis wordt afval in oppervlaktewater gegooid. Afzinken is een voortzetting van deze praktijk, met dien verstande dat de term afzinken inhoudt, dat men moeite moet doen om het overbodige materiaal onder water te laten verdwijnen. Het doel is enkel ervan af te zijn.
Om ervan af te raken luiken en kleppen van schepen opengezet worden of het vaartuig kan lek gemaakt worden met middelen als boren, snijbranders, explosieven of munitie. Scheepswrakken die aan de kust gestrand zijn en in de weg liggen, worden soms provisorisch opgekalefaterd en versleept om elders afgezonken te worden (scuttling). Kernafval en industrieel afval wordt, eventueel in beton gegoten of in vaten, naar een diepe plaats in zee gevaren. Ook kernonderzeeërs en reactoren zijn in zee gedumpt.
Vanwege toenemende aandacht voor de gevolgen van watervervuiling wordt het afzinken of dumpen aan banden gelegd. Sinds 1975 is het verboden om hoogradioactief afval in zee te storten, sinds 1994 is er een verdrag tegen het storten van laagradioactief afval in zee, al hebben niet alle leden van de Verenigde Naties dit getekend of geratificeerd.

### Gemakkelijker werken
Tunnels — Mensen werken makkelijker boven dan onder water en dat geldt ook voor veel machines. Dat is een belangrijke bestaansgrond voor afgezonken tunnels, een tunneltype waarbij geprefabriceerde segmenten in een droogdok gebouwd worden. Er zijn allerlei alternatieven die hetzelfde beogen, zoals de polderconstructie (waarbij op een stabiele aardlaag gebouwd wordt), het graven en afsluiten van een bouwput met damwanden of het boren van een tunnel. In de Lage Landen, met hun veelal slappe bodem en hun intensieve gebruik van land en water is een afgezonken tunnel vaak een goede oplossing.

Manieren om pijpen af te zinken

Offshore — Permanente productieplatforms en andere offshore-constructies werden aanvankelijk ter plaatse opgebouwd. Constructie op zee is echter aanmerkelijk duurder en rond 1950 werd begonnen met stalen onderstellen (jackets) die aan land werden gefabriceerd. Dit werd mogelijk gemaakt door de eerste kraanschepen die toen verschenen. De jackets worden na de bouw op een ponton geladen en naar bestemming gesleept. Daar worden ze vervolgens door een kraanschip op de zeebodem geplaatst. Voor jackets die de capaciteit van de kraanschepen te boven gingen, werd de lanceermethode ontwikkeld. Door het ponton scheef te ballasten, wordt een jacket zo rechtstreeks vanaf het ponton te water gelaten. In beide gevallen wordt meestal ballastwater ingenomen in het jacket om deze te rechten (upending) en af te zinken tot de zeebodem. Enkele jackets die ook de capaciteit van de pontons te boven gingen, werden zelfdrijvend gemaakt en op locatie direct afgezonken. Ook gravity-based structures worden zo naar locatie gesleept en afgezonken. Dit kunnen productieplatforms zijn, maar ook fundaties voor windturbines. De grootste productieplatforms zijn betonnen platforms zoals de condeep.
Productieplatforms worden pas geplaatst als de omvang van een olie- of gasveld bekend is en de boorputten in ieder geval deels voltooid. Ze blijven veelal tientallen jaren staan. Om de boorputten te boren wordt meestal gebruik gemaakt van mobiele buitengaatse booreenheden (mobile offshore drilling units, MODU's). Deze blijven slechts enkele weken tot maanden op locatie. Op relatief ondiep water wordt hier tegenwoordig vooral gebruik gemaakt van hefplatforms. Een andere optie, die tegenwoordig echter nauwelijks meer gebruikt wordt, is het afzinkbare boorplatform. In dieper water wordt gebruik gemaakt van halfafzinkbare platforms en boorschepen.
Leidingen en kabels — Onderzeese pijpleidingen en onderzeekabels worden vanaf een schip segment voor segment aan elkaar bevestigd en afgezonken op de zeebodem of op de bodem van grote meren of rivieren. Zo nodig wordt een bedding geprepareerd. Zeker voor projecten die oceanen doorkruisen, zoals de Trans-Atlantische telegraafkabel in 1866, is er meestal geen redelijk alternatief: alleen tegen onvoorstelbare kosten zouden voltooide leidingen boven water kunnen lopen en er is geen aanwijzing dat dat anders wordt. Wel zijn er bij de aanleg belangrijke ontwikkelingen: onderwater-robots worden steeds veelzijdiger.Voor het overbruggen van grote afstanden onder moeilijke omstandigheden zijn ze anno 2017 echter niet geschikt. In elk geval komen de meeste materialen en gereedschappen van boven water, dus een duidelijk alternatief voor afzinken is er niet bij grote projecten.

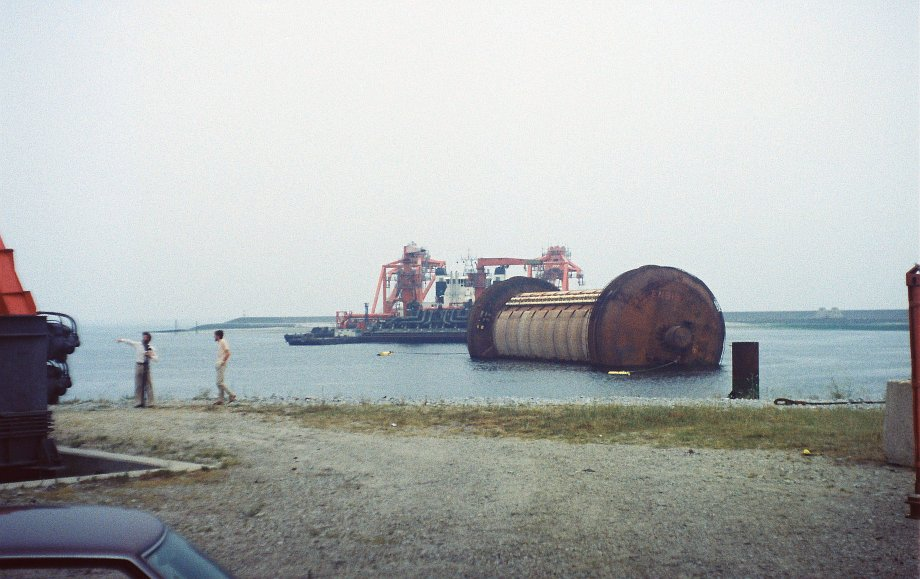
De mattenlegger Cardium, die het voorwerk deed bij de plaatsing van pijlers voor de Oosterscheldekering

### Stabilisatie en andere beïnvloeding
Afzinken kan tot doel hebben om te komen tot een wisselwerking tussen de constructie en de bodem of het water. Bekend in de Nederlandse waterbouw is het gebruik van matten van wilgentenen om voor de aanleg van dammen en dijken de bodem te stabiliseren en te beschermen tegen golfslag en stroming. Deze zijn vrijwel geheel verdrongen door industrieel geproduceerde matten. Het vlechten van wilgentenen en het leggen van die matten was arbeidsintensief. Ze moesten bovendien verzwaard worden, gewoonlijk met basaltblokken. Bij de Deltawerken werden daarom kunststof matten gebruikt die vanaf een enorme rol afgewikkeld werden en geen verzwaring nodig hadden, mits ze onder enigszins rustige omstandigheden gelegd werden. Speciaal daarvoor werd het schip Cardium ontwikkeld.
Een heel andere beïnvloeding is door het afzinken van schepen en caissons. Een beroemd voorbeeld zijn de Mulberryhavens die in korte tijd gebouwd werden bij de Landing in Normandië in 1944. De kades zelf waren drijvende kades en werden dus niet afgezonken, maar eromheen brachten de geallieerden schepen en caissons in een dubbele ring tot zinken, als bescherming tegen golfslag en stroming. De schepen beschermden niet alleen tegen het water, maar dienden ook als blokschepen. Deze ring werd aangeduid als Gooseberry.

### Versperring
Zogenaamde blokschepen zijn al een millennium bekend: omstreeks het jaar 1070 werden vijf Vikingschepen vol stenen – nu bekend als Skuldelevschepen – twintig kilometer ten noorden van Roskilde in een fjord afgezonken, onzichtbaar voor schippers. Ze dienden kennelijk om aanvallen te bemoeilijken. Door de blokkade was de stad alleen nog bereikbaar via een kronkelige route die goede kennis van de plaatselijke omstandigheden vereiste. Een recent gebruik van blokschepen is de blokkade van de Donoezlavbaai in het westen van Oekraïne door Rusland in 2014, tijdens de annexatie van de Krim. Hierbij bracht de Russische Marine onder andere haar kruiser Ochakov (kruiser) in de monding van de baai tot zinken. Oekraïense marineschepen bleven daardoor ingesloten op hun basis.
In bovenstaande voorbeelden wordt de scheepvaart geblokkeerd, maar ook het water zelf kan tegengehouden worden, met een soort afzinkbare dam. Een bepaald caissontype uit de bovengenoemde Gooseberry konden na het afzinken leeggepompt worden om te verrijzen als een feniks. Vier van deze Phoenixgolfbrekers hebben bij de Nederlandse watersnood van 1953 een gat in de dijk bij Ouwerkerk gedicht.

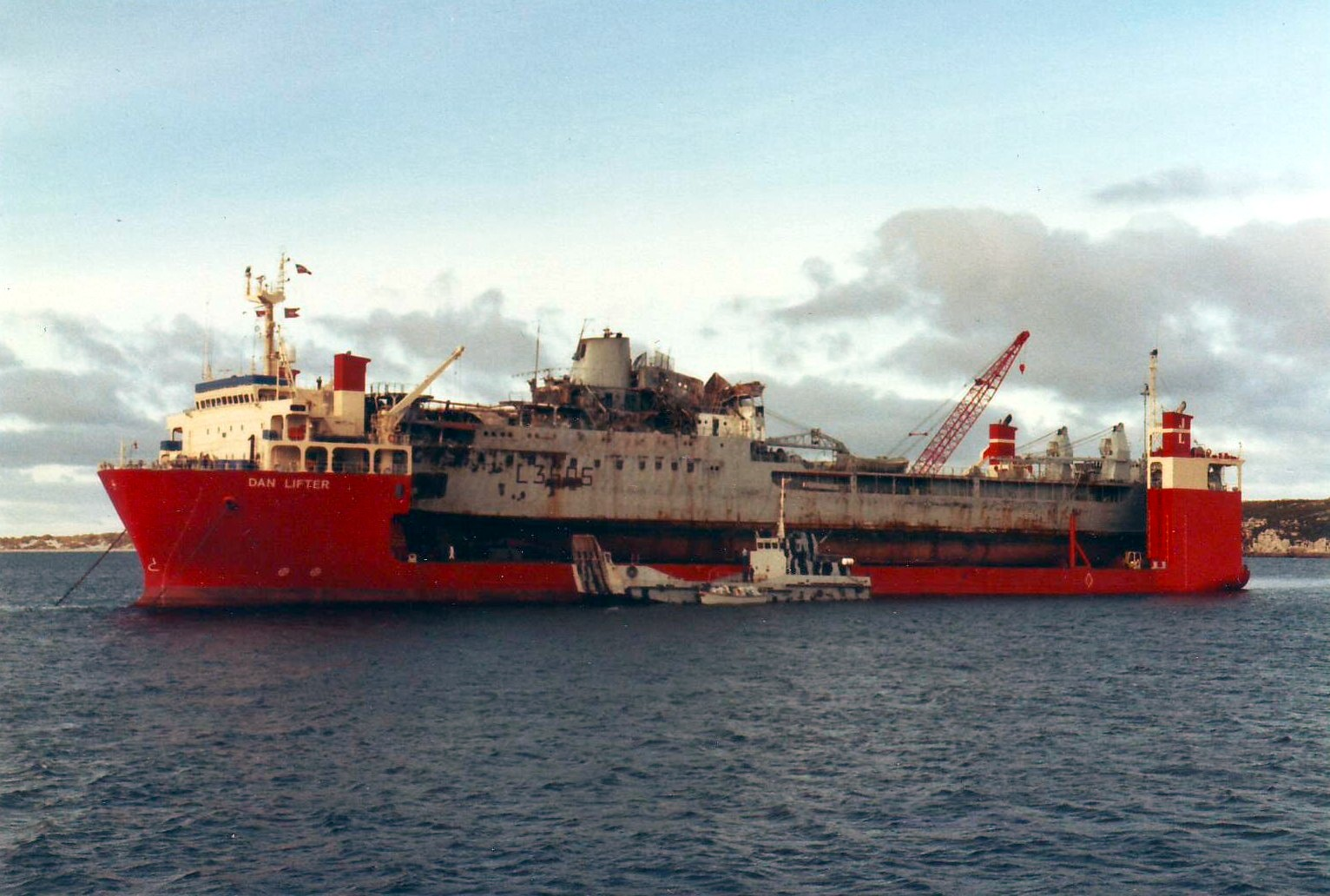
Het landingsvaartuig Sir Tristram werd in de Falklandoorlog beschoten en werd eind 1982 door het halfafzinkbare schip Dan Lifter naar de Britse eilanden verscheept om opgeknapt te worden

## Tijdelijk afzinken

### Transport
Wat afgezonken is, kan vaak ook weer opgehaald worden, maar er zijn constructies die gemaakt zijn om weer te verrijzen. Zo zijn halfafzinkbare schepen zoals het zwaartransportschip ontworpen om drijvend materieel te laden in halfafgezonken toestand. De lading vaart naar binnen, het halfafzinkbare schip wordt ontballast en vaart weg. Verwant hiermee is het drijvende dok. Tussenvormen tussen deze twee zijn het dokschip en de yacht carrier.
Heel anders van aard zijn drijvende waterkeringen zoals de Maeslantkering in de Nieuwe Waterweg. De twee deuren daarvan zijn eigenlijk pontons in de vorm van twee cirkelsegmenten. Bij het openen en sluiten van de deuren drijven ze. Zijn ze in de sluitpositie aangekomen, dan worden ze afgezonken.

### Zeegedrag
Een halfafzinkbaar platform bestaat uit meerdere uit elkaar geplaatste pontons met daarop kolommen en een werkdek. Door zover af te zinken dat de pontons onder water komen, wordt het effect van zeegang en deining verminderd doordat de eigenperiode van het platform ruim boven de meeste golfperiodes komt te liggen. Waar de eigenperiode van een ponton tussen de 5 en 6 seconden ligt en die van conventionele schepen tussen de 8 en 12 seconden, geldt voor veel halfafzinkbare platforms een waarde boven de 18 seconde. Dit is hoger dan zeegang en ook hoger dan veel deining. Dit maakt dat dit type platform kan werken in zware weersomstandigheden waar boorschepen veel meer last hebben van scheepsbewegingen. Dit heeft de semi populair gemaakt, ondanks de hogere bouwkosten. Semi's zijn vooral als MODU in gebruik, maar ook als Floating Production System (FPS).
Een spar heeft een eigenperiode die nog verder boven die van zeegang en deining ligt. Een spar wordt horizontaal naar locatie gesleept en daar met ballastwater of vaste ballast gerecht. Door zijn vorm is een spar niet geschikt als MODU.